# کوسه پرستار گندمگون
کوسه پرستار گندمگون (نام علمی: Nebrius ferrugineus) نام یک گونه از تیره کوسه‌های پرستار است.